# Anaikoddai Seal

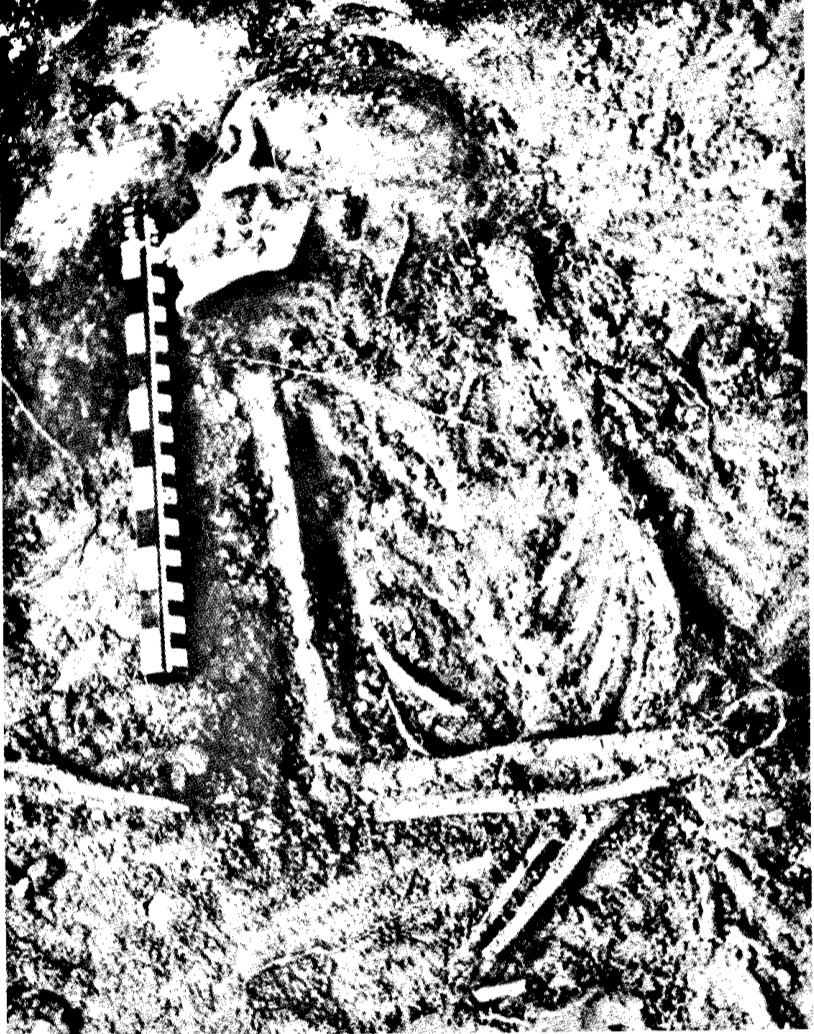
Esqueleto prognatico encontrado en el mismo entierro.

Anaikoddai Seal es un emblema de esteatita que fue encontrada en Anaikoddai, Sri Lanka, durante las excavaciones arqueológicas de un cementerio megalítico por un equipo de investigadores de la Universidad de Jaffna. El sello era originalmente parte de un anillo de selloy contiene algunas de las inscripciones más antiguas en tamil-Brahmi mezcladas con símbolos de graffiti megalíticos que se encuentran en la isla. Fue fechado paleográficamente a principios del siglo III a. C.
Aunque se han encontrado muchos fragmentos de cerámica en excavaciones en toda Sri Lanka y el sur de la India que tenían símbolos de graffiti Brahmi y megalíticos uno al lado del otro, el sello Anaikoddai se distingue por haber escrito cada uno de una manera que indica que los símbolos de graffiti megalíticos pueden ser una traducción del Brahmi.
Leída de derecha a izquierda, la leyenda es leída por la mayoría de los eruditos a principios del tamil como Koveta (Ko-ve-ta ?? ). 'Ko' y 'Veta' significan 'Rey' en tamil y se refieren a un cacique aquí. Es comparable a nombres como Ko Ata y Ko Putivira que ocurren en las inscripciones contemporáneas tamil-brahmi. El símbolo del tridente se equipara con "Rey", y también se encuentra después de una inscripción tamil-brahmi de la dinastía Chera, apoyando así esta interpretación.

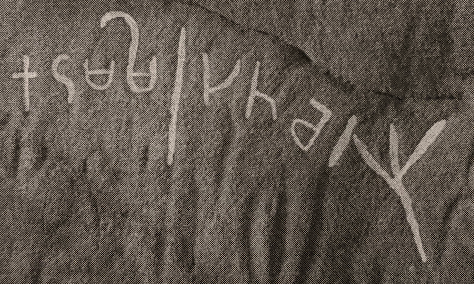
Inscripción tamil Brahmi de Kerala con un símbolo de tridente similar. Dice "kadummi puta chera"

Los investigadores no están de acuerdo sobre si los símbolos de graffiti megalíticos que se encuentran en el sur de la India y Sri Lanka constituyen un antiguo sistema de escritura que precedió a la introducción y aceptación generalizada de las escrituras variantes Brahmi o símbolos no líticos. El propósito del uso sigue sin estar claro.